# Margarida (distrito)
Margarida é um distrito do município brasileiro de Marechal Cândido Rondon, no estado do Paraná.